# Poinsettia Bowl 2014
Match précédent Match suivant
Le Poinsettia Bowl 2014 est la 10e édition du Poinsettia Bowl, match annuel d'après saison régulière de football américain de niveau universitaire se déroulant depuis 2005 à San Diego en Californie au Qualcomm Stadium d'une capacité de 66 000 spectateurs.
Le match se déroule le 23 décembre 2014 et débute à 9:30 p.m. ET. Il est retransmis par ESPN et son pay-out est de 612 500 $ par équipe.
Le match est sponsorisé par la San Diego County Credit Union et est officiellement renommé le San Diego County Credit Union Poinsettia Bowl.

## Présentation du match
| Équipes                   | Conférences | Entraîneurs     | Stats. saison rég. |
| ------------------------- | ----------- | --------------- | ------------------ |
| Midshipmen de la Navy     | Ind.        | Ken Niumatalolo | 7-5                |
| Aztecs de San Diego State | MWC         | Rocky Long      | 7-5                |
| Arbitre : Jeff Maconaghy  |             |                 |                    |

Le match met en présence les Midshipmen de la Navy, équipe indépante aux Aztecs de San Diego State issus de la Mountain West Conference. Ces équipes se sont déjà rencontrées à 3 reprises et les Aztecs se sont chaque fois imposés. Le présent match sera la revanche du Poinsettia Bowl de 2010 (victoire 35 à 14 des Aztecs)
Le 6 mai 2014, les organisateurs du Poinsettia Bowl annoncent avoir conclu un accord avec la Navy pour leur participation à la prochaine édition du bowl. En effet, après leur 6e victoire en saison régulière le 28 novembre 2014 sur les South Alabama Jaguars, le directeur du bowl, Bruce Binkowski, leur envoya l'invitation à participer au bowl.
Il s'agit de la 4e participation de la Navy au bowl et en détiennent actuellement le record de participation. Outre celui de 2010 dont mention est faite ci-dessus, ils ont en effet remporté le match inaugural en 2005 contre Colorado State Rams (51 à 30) et perdu celui de 2007 contre Utah Utes (35 à 32).
Ce match sera également leur dernier comme équipe Indépendante puisque pour la saison 2015  ils intègreront l'AAC.
Les Aztecs de San Diego State acceptent l'invitation au Poinsettia Bowl de 2014 après avoir affiché un bilan de 7 victoires pour 5 défaites en saison régulière. Il s'agira de leur 3e participation au bowl après celui de 2010 (voir ci-dessus) et celui de 2012 (défaite 23 à 6 contre BYU Cougars).

## Évolution du score[5]
| QT                           | Temps                        | Drive                        | Drive                        | Drive                        | Équipe                       | Description de l'action                                                                              | Score | Score |
|                              |                              | Jeux                         | Yards                        | TDP                          |                              | | NAVY  | SDST  |
| 1                            | 07:35                        | 10                           | 42                           | 04:28                        | NAVY                         | TD par QB Keenan Reynolds à la suite course d'1 yard + 1 pt de conversion par kicker Austin Grebe    | 7     | 0     |
| 1                            | 07:35                        | 5                            | 39                           | 02:00                        | SDSU                         | TD par RB Donnel Pumphrey à la suite course de 5 yards + 1 pt de conversion par kicker Donny Hageman | 7     | 7     |
| 1                            | 02:51                        | 4                            | 3                            | 01:58                        | SDSU                         | FG de 43 yards par kicker Donny Hageman                                                              | 7     | 10    |
| 2                            | 06:34                        | 10                           | 68                           | 04:57                        | SDSU                         | FG de 37 yards par kicker Donny Hageman                                                              | 7     | 13    |
| 3                            | 08:28                        | 13                           | 92                           | 06:23                        | NAVY                         | TD par QB Keenan Reynolds à la suite course de 6 yards + 1 pt de conversion par kicker Austin Grebe  | 14    | 13    |
| 3                            | 04:16                        | 4                            | 5                            | 01:54                        | SDSU                         | FG de 37 yards par kicker Hageman                                                                    | 14    | 16    |
| 4                            | 01:27                        | 10                           | 47                           | 04:27                        | NAVY                         | FG de 24 yards par kicker Austin Grebe                                                               | 17    | 16    |
| "TDP" = temps de possession. | "TDP" = temps de possession. | "TDP" = temps de possession. | "TDP" = temps de possession. | "TDP" = temps de possession. | "TDP" = temps de possession. | "TDP" = temps de possession.                                                                         | 17    | 16    |

## Statistiques[6]
| Statistiques par Équipes               |              |              |
| Statistiques                           | NAVY         | SDST         |
| 1er downs                              | 14           | 18           |
| Conversion de 3e Down                  | 7/15         | 2/12         |
| Conversion de 4e Down                  | 3/3          | 0/1          |
| Jeux/Total de yards                    | 65/271 yards | 60/327 yards |
| Yards à la course                      | 254 yards    | 186 yards    |
| Yards à la passe                       | 17 yards     | 141 yards    |
| Passes : Réussies-Tentées-Interceptées | 3/7-0        | 11/27-2      |
| Arrivée en Red-Zone/Chances            | 3/3          | 3/5          |
| TD                                     | 2            | 1            |
| Field Goals                            | 1            | 3            |
| Sacks (Nombre-Yards perdus)            | 0-0          | 2-6 yards    |
| Fumbles (Nombre/Perdus)                | 4/4          | 1/1          |
| Pénalités (Nombre/Yards perdus)        | 5/45 yards   | 5/34 yards   |
| Temps de possession                    | 30:27        | 29:33        |

| Meilleur Joueur (MVP) | Meilleur Joueur (MVP) | Meilleur Joueur (MVP) |
| --------------------- | --------------------- | --------------------- |
| Nom                   | Équipe                | Poste                 |
| J. C. Coleman         | Virginia Tech         | RB                    |

| Statistiques individuelles |                 |                                         |
| Quaterbacks                |                 |                                         |
| NAVY                       | Keenan Reynolds | 3/7, 17 yards, 0 Int., 1 TD à la course |
| SDST                       | Quinn Kaehler   | 11/27, 141 yards, 2 Int., 0 TD          |
| Meilleurs coureurs         |                 |                                         |
| NAVY                       | Chris Swain     | 8 courses, 72 yards                     |
| SDST                       | Donnel Pumphrey | 21 courses, 112 yards, 1 TD             |
| Meilleurs receveurs        |                 |                                         |
| NAVY                       | Brendan Dudeck  | 2 réc., 15 yards                        |
| SDST                       | Larry Clark     | 3 réc., 45 yards                        |
| Meilleurs takleurs         |                 |                                         |
| NAVY                       | Drake, Jordan   | 10 tackles, 3 assistes                  |
| SDST                       | GAVERT, Josh    | 9 tackles, 2 assistes                   |